# ایولین هوفر
ایولین هوفر (آلمانی: Evelyn Hofer؛ ۲۱ ژانویهٔ ۱۹۲۲ – ۲ نوامبر ۲۰۰۹) عکاس تک‌چهره و مستند آلمانی-آمریکایی بود.
وی در سال ۱۹۲۲ میلادی در ماربورگ، آلمان متولد شد. خانواده وی در سال ۱۹۳۳ برای فرار از دست نازی‌ها به ژنو و پس از مدتی به مادرید مهاجرت نمودند. او به موسیقی و پیانو علاقه‌مند بود و سعی کرد به کنسرواتوار پاریس وارد شود ولی موفق نشد. سپس به عکاسی روی آورد و ابتدا در زوریخ و بازل به کارآموزی پرداخت و سپس در زوریخ در کلاس‌های خصوصی به یادگیری فنون تئوری و فنی مشغول شد. پس از به قدرت رسیدن فرانکو در اسپانیا، خانواده هوفر در سال ۱۹۴۲ مجدداً به مکزیک نقل مکان کردند. در آنجا بود که او نخستین کار خود را به‌عنوان یک عکاس حرفه‌ای انجام داد.
او در سال ۱۹۴۶ به نیویورک رفت و به‌طور جدی کارش را به‌عنوان عکاس در هارپرز بازار آغاز نمود و با ریچارد لیندنر و سائول اشتاینبرگ دوست شد. وی با تعدادی از نویسندگان مشهور همچون ماری مک‌کارتی و ویکتور پریچت همکاری کرد و تصاویری برای کتاب‌های آنها تهیه نمود.
هوفر در سن ۸۷ سالگی در مکزیکوسیتی، مکزیک درگذشت.

## مجموعه‌ها
- موزه جی. پال گتی[۴]
- موزه هنرهای زیبا[۵]